# Джанкарло Бігацці
Джанкарло Бігацці (італ. Giancarlo Gigazzi; також відомий під псевдонімом Катамар (італ. Katamar); нар. 5 вересня, 1940, Флоренція, Італія — пом. 19 січня, 2012, Камайоре, Італія) — італійський музичний продюсер, композитор та текстяр. Учасник гурту «Squallor». Вважається одним із найвідоміших італійських композиторів та текстярів. До числа його найуспішніших та найвідоміших пісень входять: «Rose rosse», «Montagne verdi», «Lisa dagli occhi blu», «Miele de Il Giardino dei Semplici», «Ti amo», «Gloria», «Si può dare di più», «Gente di mare», «Tu», «Erba di casa mia», «Gli altri siamo noi», «Cosa resterà degli anni '80», «Self Control», «Gli uomini non cambiano», «Non amarmi», «T'innamorerai», «Bella stronza» і «Cirano», написана спільно з Беппе Даті (у виконанні Франческо Гуччіні). Також співпрацював з кіно та телебаченням як автор різних саундтреків.

## Біографія
Ще у молодому віці Джанкарло Бігацці став автором пісень, що мали великий успіх: він написав хіти для Ріккардо Дель Турко («Luglio»), Катеріни Казеллі («Il carnevale»), Маріо Тессуто («Lisa dagli occhi blu»), Ренато деї Профеті («Lady Barbara»).
У 1970-роки Бігацці продовжив свою кар'єру як автора текстів й (іноді) композитора. Пісні, що мали успіх, він часто писав у співпраці з іншими авторами. Наприклад: з Тото Савіо він написав пісні для Массімо Раньєрі («Vent'anni, Erba di casa mia») та для Джанні Надзарро («L'amore è una colomba»); з Джанні Беллою писав для його сестри Марчелли («Montagne verdi», «Io domani», «Nessuno mai», «Un sorriso e poi perdonami e tante altre hits»); або писав для самого Белли («Non si può morire dentro», «Dolce uragano», «No», «Più ci penso», «Questo amore non si tocca», «Toc toc»); писав з Клаудіо Кавалларо для гурту «I Camaleonti» («Eternità» (також виконувалася Орнеллою Ваноні), «Come sei bella», «Oggi il cielo è rosa») та для Джильйоли Чінкветті.
Протягом 1970—1971 років був продюсером «I Califfi» й написав разом із лідером гурту Франко Болдріні «Lola bella mia» і «Acqua e sapone» (пісня виконувалася на фестивалі «Кантаджіро»).
Паралельно з композиторською кар'єрою у 1971 році Бігацці разом з текстярем Даніеле Паче, музикантом Тото Савіо та власниками фірм звукозапису Альфредо Черруті та Еліо Гарібольді створив гурт «Squallor», який зародився як голіардний проект серед друзів. Враховуючи успішність «Squallor», Бігацці брав участь у записі альбомів гурту протягом 25 років. У складі гурту Бігацці брав участь у написанні текстів до деяких композицій, часто разом з Паче, створив безліч мелодій й час від часу виступав як вокаліст. Окрім цього Бігацці також виступив як актор у двох фільмах за участю гурту, «Аррапахо» та «Птахи Італії».
З 1975 по 1978 роки Бігацці разом із Савіо продюсував популярний поп-рок-гурт «Il Giardino dei Semplici», який складався з чотирьох учасників. Гурт, автором назви якого був Бігацці, вважався провідним у жанрі романтичної італійської та неаполітанської музики, загалом він продав 4 мільйони платівок. Бігацці та Савіо стали авторами пісень гурту, серед яких найвідомішими та найуспішнішими були: «M'innamorai» (перемогла на «Фестивальбарі», 1975); «Miele» (перемогла на «Санремо», 1977, продано 1 млн копій); «Vai» (перемогла на «Фестивальбарі», 1976) та «Tamburino» (1976).
У середині 1970-х років Бігацці познайомився з Умберто Тоцці і як продюсер, композитор та текстяр супроводжував його музичну кар'єру до національного та міжнародного успіху, написавши з ним такі хіти, як «Donna amante mia», «Io camminerò», «Ti amo», «Tu», «Gloria», «Stella stai», «Notte rosa», «Eva», а також «Si può dare di più» (Тоцці виконав її з Джанні Моранді та Енріко Руджері).
Співпрацюючи з Умберто Тоцці він також писав пісні для інших виконавців, зокрема, «L'amore è quando non c'è più» для Евро Крістіані та «Un amore grande» для Пупо.
Між серединою 1980-х і початком 1990-х років Бігацці створив своєрідний творчий «клан» у Флоренції з іншими музикантами, плодами якого стали пісні для Марко Мазіні, Рафа, Алессандро Каніно, Паоло Валлезі, Алеандро Бальді, Даніло Амеріо. Також цього періоду він часто працював у парі з тосканським композитором та ліриком Беппе Даті.
Цього періоду Бігацці також почав кар'єру як автор саундтреків до фільмів. Він написав музику до фільмів «Мері назавжди» та «Хлопці вийшли» Марко Різі, а також оскароносної картини «Середземне море» Габріеле Сальватореса.
На початку 1990-х років Бігацці розірвав творчу співпрацю з Тоцці та Рафом, але продовжив працювати з Мазіні; написав «Gli uomini non cambiano», пісню яка принесла успіх Мії Мартіні.
У 1996 році він написав музику до пісні «Cirano», створеної на основі тексту Беппе Даті і Франческо Гуччіні, який її і виконав.
Дружина Бігацці, Джанна Альбіні, також писала тексти до пісень і кілька разів співпрацювала зі своїм чоловіком.
Джанкарло Бігацці помер 19 січня 2012 року у лікарні Версилія в Лідо-ді-Камайоре від інфекційного ураження головного мозку.

## Пісні написані Джанкарло Бігацці
| Рік  | Назва                                          | Автори тексту                                         | Автори музики                                           | Виконавці                                      |
| ---- | ---------------------------------------------- | ----------------------------------------------------- | ------------------------------------------------------- | ---------------------------------------------- |
| 1968 | Luglio                                         | Джанкарло Бігацці                                     | Ріккардо Дель Турко                                     | Ріккардо Дель Турко                            |
| 1968 | Si fa chiara la notte                          | Джанкарло Бігацці                                     | Джанкарло Бігацці і Джорджо Антола                      | Ricchi e Poveri                                |
| 1968 | Una lacrima                                    | Джанкарло Бігацці                                     | Руджеро Чіні                                            | Джузі Балатресі                                |
| 1968 | Il carnevale                                   | Джанкарло Бігацці                                     | Клаудіо Кавалларо                                       | Катеріна Казеллі                               |
| 1969 | Cosa hai messo nel caffè                       | Джанкарло Бігацці                                     | Ріккардо Дель Турко                                     | Ріккардо Дель Турко і Антуан                   |
| 1969 | Il lunedì                                      | Джанкарло Бігацці                                     | Клаудіо Кавалларо і Іво Калледжарі                      | Катеріна Казеллі                               |
| 1969 | Tutto da rifare                                | Джанкарло Бігацці                                     | Клаудіо Кавалларо і Роберто Ліврагі                     | Катеріна Казеллі                               |
| 1969 | Fiori sull'acqua                               | Джанкарло Бігацці                                     | Клаудіо Кавалларо                                       | Катеріна Казеллі                               |
| 1969 | Rose rosse                                     | Джанкарло Бігацці                                     | Тото Савіо, Енріко Політо                               | Массімо Раньєрі                                |
| 1969 | Se bruciasse la città                          | Джанкарло Бігацці                                     | Тото Савіо, Енріко Політо                               | Массімо Раньєрі                                |
| 1969 | Lisa dagli occhi blu                           | Джанкарло Бігацці                                     | Клаудіо Кавалларо                                       | Маріо Тессуто                                  |
| 1969 | Arrivederci a forse mai                        | Джанкарло Бігацці                                     | Енріко Політо                                           | Серджо Леонарді                                |
| 1969 | Mi si ferma il cuore                           | Джанкарло Бігацці                                     | Клаудіо Кавалларо і Маріо Тессуто                       | Маріо Тессуто                                  |
| 1969 | Nasino in su                                   | Джанкарло Бігацці                                     | Клаудіо Кавалларо і Тото Савіо                          | Маріо Тессуто                                  |
| 1969 | Dormi dormi                                    | Джанкарло Бігацці                                     | Клаудіо Кавалларо і Маріо Тессуто                       | Маріо Тессуто                                  |
| 1969 | Liverpool                                      | Джанкарло Бігацці                                     | Клаудіо Кавалларо                                       | Джильйола Чінкветті                            |
| 1970 | Eternità                                       | Джанкарло Бігацці                                     | Клаудіо Кавалларо                                       | Camaleonti і Орнелла Ваноні                    |
| 1970 | Re di cuori                                    | Джанкарло Бігацці                                     | Тото Савіо і Клаудіо Кавалларо                          | Катеріна Казеллі і Ніно Феррер                 |
| 1970 | Lady Barbara                                   | Джанкарло Бігацці                                     | Тото Савіо                                              | Ренато деї Профеті                             |
| 1970 | Acqua e sapone                                 | Морено Сіньйоріні                                     | Джанкарло Бігацці, Франко Болдріні і Ренато Анджоліні   | I Califfi                                      |
| 1970 | Vent'anni                                      | Джанкарло Бігацці                                     | Тото Савіо                                              | Массімо Раньєрі                                |
| 1970 | Viale Kennedy                                  | Джанкарло Бігацці                                     | Клаудіо Кавалларо                                       | Катеріна Казеллі                               |
| 1970 | La spia                                        | Джанкарло Бігацці                                     | Клаудіо Кавалларо                                       | Катеріна Казеллі                               |
| 1971 | Alleluia                                       | Морено Сіньйоріні                                     | Джанкарло Бігацці і Франко Болдріні                     | I Califfi                                      |
| 1971 | Canta bambino                                  | Джанкарло Бігацці                                     | Клаудіо Кавалларо                                       | Джильйола Чінкветті                            |
| 1971 | 38 luglio                                      | Даніеле Паче                                          | Джанкарло Бігацці, Тото Савіо і Антоніо Віргіліо Савона | Squallor                                       |
| 1972 | Un po' per giorno                              | Джанкарло Бігацці                                     | Енніо Морріконе                                         | Массімо Раньєрі                                |
| 1972 | Non voglio innamorarmi mai                     | Джанкарло Бігацці                                     | Морено Сіньйоріні                                       | Джанні Надзаро                                 |
| 1972 | Montagne verdi                                 | Джанкарло Бігацці                                     | Джанні Белла                                            | Марчелла                                       |
| 1972 | Sole che nasce, sole che muore                 | Джанкарло Бігацці                                     | Джанні Белла                                            | Марчелла                                       |
| 1972 | Meglio morire che perdere te                   | Джанкарло Бігацці                                     | Даріо Бальдан Бембо                                     | Катеріна Казеллі                               |
| 1972 | È domenica mattina                             | Джанкарло Бігацці                                     | Тото Савіо                                              | Катеріна Казеллі                               |
| 1972 | Il nostro mondo                                | Джанкарло Бігацці                                     | Тото Савіо                                              | Катеріна Казеллі                               |
| 1972 | Erba di casa mia                               | Джанкарло Бігацці                                     | Тото Савіо, Енріко Політо                               | Массімо Раньєрі                                |
| 1972 | Un sorriso e poi perdonami                     | Джанкарло Бігацці                                     | Джанні Белла                                            | Марчелла                                       |
| 1972 | Un gatto nel blu                               | Джанкарло Бігацці                                     | Тото Савіо                                              | Роберто Карлос                                 |
| 1972 | Stasera io vorrei sentir la ninna nanna        | Джанкарло Бігацці                                     | Клаудіо Кавалларо                                       | Джильйола Чінкветті                            |
| 1973 | Mi... ti... amo...                             | Джанкарло Бігацці                                     | Джанні Белла                                            | Марчелла                                       |
| 1973 | Io domani                                      | Джанкарло Бігацці                                     | Джанні Белла                                            | Марчелла                                       |
| 1973 | Perché ti amo                                  | Джанкарло Бігацці                                     | Тото Савіо                                              | I Camaleonti                                   |
| 1973 | La città                                       | Джанкарло Бігацці                                     | Клаудіо Кавалларо                                       | Марісва Саккетто                               |
| 1973 | Amanti ed angeli                               | Джанкарло Бігацці                                     | Тото Савіо і Енріко Політо                              | Лоретта Годжі                                  |
| 1974 | Più ci penso                                   | Джанкарло Бігацці                                     | Джанні Белла                                            | Джанні Белла                                   |
| 1974 | Nessuno mai                                    | Джанкарло Бігацці                                     | Джанні Белла                                            | Марчелла                                       |
| 1974 | L'avvenire                                     | Джанкарло Бігацці                                     | Джанні Белла                                            | Марчелла                                       |
| 1975 | Dirtelo, non dirtelo                           | Джанкарло Бігацці і Тото Савіо                        | Джанкарло Бігацці і Тото Савіо                          | Лоретта Годжі                                  |
| 1975 | M'innamorai                                    | Джанкарло Бігацці і Тото Савіо                        | Джанкарло Бігацці і Тото Савіо                          | Il Giardino dei Semplici                       |
| 1976 | Non si può morire dentro                       | Джанкарло Бігацці                                     | Джанні Белла                                            | Джанні Белла                                   |
| 1976 | Abbracciati                                    | Джанкарло Бігацці і Джанні Белла                      | Джанкарло Бігацці і Джанні Белла                        | Марчелла                                       |
| 1976 | Ancora innamorati/Monsieur voulez-vous dançer? | Джанкарло Бігацці, Тото Савіо                         | Джанкарло Бігацці, Тото Савіо                           | Лоретта Годжі                                  |
| 1977 | Domani                                         | Джанкарло Бігацці, Тото Савіо                         | Джанкарло Бігацці, Тото Савіо                           | Лоретта Годжі і Даніела Годжі                  |
| 1977 | È nell'aria...ti amo (LP)                      | Джанкарло Бігацці                                     | Умберто Тоцці                                           | Умберто Тоцці                                  |
| 1977 | Miele                                          | Джанкарло Бігацці і Тото Савіо                        | Джанкарло Бігацці і Тото Савіо                          | Il Giardino dei Semplici                       |
| 1978 | Tu (LP)                                        | Джанкарло Бігацці                                     | Умберто Тоцці                                           | Умберто Тоцці                                  |
| 1978 | Sto ballando                                   | Джанкарло Бігацці, Тото Савіо                         | Джанкарло Бігацці, Тото Савіо                           | Даніела Годжі                                  |
| 1979 | Estoy bailando                                 | Джанкарло Бігацці, Тото Савіо                         | Джанкарло Бігацці, Тото Савіо                           | Лоретта Годжі і Даніела Годжі                  |
| 1979 | Lady anima                                     | Джанкарло Бігацці, Джанні Белла                       | Джанкарло Бігацці, Джанні Белла                         | Марчелла Белла                                 |
| 1979 | Gloria                                         | Джанкарло Бігацці і Умберто Тоцці                     | Джанкарло Бігацці і Умберто Тоцці                       | Умберто Тоцці                                  |
| 1979 | Qualcosa qualcuno                              | Джанна Альбіні і Умберто Тоцці                        | Джанкарло Бігацці і Умберто Тоцці                       | Умберто Тоцці                                  |
| 1979 | Non va che volo                                | Gianna Albini і Умберто Тоцці                         | Джанкарло Бігацці і Умберто Тоцці                       | Умберто Тоцці                                  |
| 1979 | Alleluia se                                    | Джанна Альбіні і Умберто Тоцці                        | Джанкарло Бігацці і Умберто Тоцці                       | Умберто Тоцці                                  |
| 1979 | Mamma Maremma                                  | Джанна Альбіні і Умберто Тоцці                        | Джанкарло Бігацці і Умберто Тоцці                       | Умберто Тоцці                                  |
| 1979 | Valzer                                         | Джанна Альбіні і Умберто Тоцці                        | Джанкарло Бігацці і Умберто Тоцці                       | Умберто Тоцці                                  |
| 1979 | Notte chiara                                   | Джанна Альбіні і Умберто Тоцці                        | Джанкарло Бігацці і Умберто Тоцці                       | Умберто Тоцці                                  |
| 1979 | Fatto così                                     | Джанна Альбіні і Умберто Тоцці                        | Джанкарло Бігацці і Умберто Тоцці                       | Умберто Тоцці                                  |
| 1979 | Può darsi                                      | Джанна Альбіні і Умберто Тоцці                        | Джанкарло Бігацці і Умберто Тоцці                       | Умберто Тоцці                                  |
| 1979 | L'amore è quando non c'è più                   | Джанкарло Бігацці і Умберто Тоцці                     | Джанкарло Бігацці і Умберто Тоцці                       | Евро Крістіані                                 |
| 1980 | A cosa servono le mani                         | Джанкарло Бігацці і Умберто Тоцці                     | Джанкарло Бігацці і Умберто Тоцці                       | Умберто Тоцці                                  |
| 1980 | Innamorarsi                                    | Джанкарло Бігацці                                     | Джанні Белла                                            | Орнелла Ваноні                                 |
| 1981 | Questo amore non si tocca                      | Джанкарло Бігацці                                     | Джанні Белла                                            | Джанні Белла                                   |
| 1981 | Notte rosa (LP)                                | Джанкарло Бігацці                                     | Умберто Тоцці                                           | Умберто Тоцці                                  |
| 1982 | Eva (LP)                                       | Джанкарло Бігацці                                     | Умберто Тоцці                                           | Умберто Тоцці                                  |
| 1982 | Non succedera più                              | Джанкарло Бігацці і Клаудія Морі                      | Джанкарло Бігацці                                       | Клаудія Морі                                   |
| 1982 | Morirò per te                                  | Джанкарло Бігацці                                     | Мауріціо Пікколі і Джанкарло Бігацці                    | Міна                                           |
| 1983 | Il principe                                    | Джанкарло Бігацці і Клаудія Морі                      | Джанкарло Бігацці                                       | Клаудія Морі                                   |
| 1983 | Nell'aria c'è                                  | Джанкарло Бігацці                                     | Умберто Тоцці                                           | Умберто Тоцці                                  |
| 1984 | Un amore grande                                | Джанкарло Бігацці і Умберто Тоцці                     | Джанкарло Бігацці і Умберто Тоцці                       | Пупо/Лоретта Годжі                             |
| 1984 | Slowly                                         | Джанкарло Бігацці, Тото Савіо                         | Джанкарло Бігацці, Тото Савіо                           | Лоретта Годжі                                  |
| 1984 | Self control                                   | Джанкарло Бігацці, Раф, Стів Пікколо                  | Раф                                                     |                                                |
| 1985 | Il film della mia vita                         | Джанна Альбіні                                        | Джанкарло Бігацці і Стів Пікколо                        | Мільва                                         |
| 1987 | Si può dare di più                             | Джанкарло Бігацці, Раф, Умберто Тоцці                 | Джанкарло Бігацці, Раф, Умберто Тоцці                   | Джанні Моранді, Умберто Тоцці і Енріко Руджері |
| 1987 | Gente di mare                                  | Джанкарло Бігацці                                     | Умберто Тоцці і Раф                                     | Умберто Тоцці і Раф                            |
| 1987 | Al sud                                         | Джанкарло Бігацці і Умберто Тоцці                     | Джанкарло Бігацці і Умберто Тоцці                       | Умберто Тоцці                                  |
| 1989 | Cosa resterà degli anni '80                    | Джанкарло Бігацці і Беппе Даті                        | Джанкарло Бігацці і Раф                                 | Раф                                            |
| 1990 | Ci vorrebbe il mare                            | Джанкарло Бігацці — Джанна Альбіні — Марко Мазіні     | Джанкарло Бігацці                                       | Марко Мазіні                                   |
| 1991 | Gli altri siamo noi                            | Джанкарло Бігацці і Умберто Тоцці                     | Джанкарло Бігацці і Умберто Тоцці                       | Умберто Тоцці                                  |
| 1991 | Perché lo fai                                  | Джанкарло Бігацці і Марко Мазіні                      | Джанкарло Бігацці і Марко Мазіні                        | Марко Мазіні                                   |
| 1991 | Il niente                                      | Джанкарло Бігацці і Марко Мазіні                      | Джанкарло Бігацці і Джузеппе Даті                       | Марко Мазіні                                   |
| 1991 | Cenerentola innamorata                         | Джанкарло Бігацці і Марко Мазіні                      | Джанкарло Бігацці і Джузеппе Даті                       | Марко Мазіні                                   |
| 1991 | Chi fa da sé                                   | Джанкарло Бігацці і Марко Мазіні                      | Джанкарло Бігацці                                       | Марко Мазіні                                   |
| 1991 | Malinconoia                                    | Джанкарло Бігацці і Марко Мазіні                      | Джанкарло Бігацці                                       | Марко Мазіні                                   |
| 1991 | Fuori di qui                                   | Марко Мазіні і Джузеппе Даті                          | Джанкарло Бігацці і Маріо Мандзані                      | Марко Мазіні                                   |
| 1991 | Ti vorrei                                      | Джанкарло Бігацці — Марко Мазіні — Джузеппе Даті      | Джанкарло Бігацці — Марко Мазіні — Джузеппе Даті        | Марко Мазіні                                   |
| 1991 | La voglia di morire                            | Джанкарло Бігацці — Марко Мазіні                      | Джанкарло Бігацці — Марко Мазіні — Марко Фаладжані      | Марко Мазіні                                   |
| 1992 | Gli uomini non cambiano                        | Джанкарло Бігацці — Марко Фаладжані — Джузеппе Даті   | Джанкарло Бігацці — Марко Фаладжані — Джузеппе Даті     | Міа Мартіні                                    |
| 1992 | Non amarmi                                     | Джанкарло Бігацці — Алеандро Бальді — Марко Фаладжані | Джанкарло Бігацці — Алеандро Бальді — Марко Фаладжані   | Алеандро Бальді і Франческа Алотта             |
| 1992 | Rapsodia                                       | Джанкарло Бігацці                                     | Джузеппе Даті                                           | Міа Мартіні                                    |
| 1992 | Lacrime                                        | Джанкарло Бігацці — Алессандро Бальдінотті            | Hollesh                                                 | Міа Мартіні                                    |
| 1992 | Versilia                                       | Джанкарло Бігацці — Алессандро Бальдінотті            | Hollesh                                                 | Міа Мартіні                                    |
| 1993 | Un anno di noi                                 | Джанкарло Бігацці — Марко Фаладжані — Джузеппе Даті   | Джузеппе Даті — Джанкарло Бігацці — Марко Фаладжані     | Франческа Алотта                               |
| 1993 | Vaffanculo                                     | Джанкарло Бігацці — Марко Мазіні                      | Джанкарло Бігацці                                       | Марко Мазіні                                   |
| 1994 | Passerà                                        | Джанкарло Бігацці — Алеандро Бальді — Марко Фаладжані | Джанкарло Бігацці — Алеандро Бальді — Марко Фаладжані   | Алеандро Бальді                                |
| 1995 | Bella stronza                                  | Джанкарло Бігацці — Марко Мазіні                      | Джанкарло Бігацці                                       | Марко Мазіні                                   |
| 1996 | Soli al bar                                    | Джузеппе Даті                                         | Джанкарло Бігацці — Франческо Палм'єрі                  | Алеандро Бальді і Марко Гвердзоні              |
| 1996 | L'amore sia con te                             | Джанкарло Бігацці — Марко Фаладжані                   | Джанкарло Бігацці — Марко Фаладжані                     | Марко Мазіні                                   |
| 1996 | Cirano                                         | Джузеппе Даті — Франческо Гуччіні                     | Джанкарло Бігацці                                       | Франческо Гуччіні                              |
| 2002 | Fa chic                                        | Джанкарло Бігацці — Франческо Гуччіні                 | Джанні Белла                                            | Марчелла                                       |
| 2002 | Il Pazzo                                       | Джанкарло Бігацці                                     | Джанкарло Бігацці                                       | Міна                                           |
| 2002 | Accidenti a te                                 | Джанкарло Бігацці                                     | Марко Фаладжані                                         | Фйордалізо                                     |
| 2002 | Noi Donne                                      | Джанкарло Бігацці                                     | Марко Фаладжані                                         | Фйордалізо                                     |
| 2005 | Mia sorella                                    | Джанкарло Бігацці — Джузеппе Повіа                    | Джанкарло Бігацці — Джузеппе Повіа                      | Повіа                                          |
| 2006 | ... E mi alzo sui pedali                       | Джанкарло Бігацці — Саверіо Гранді — Гаетано Куррері  | Марко Фаладжані                                         | Stadio                                         |
| 2009 | Che ne sai di me                               | Джанкарло Бігацці — Барбара Джільбо                   | Сіріо Мартеллі                                          | Барбара Джільбо                                |
| 2012 | L'estate si balla                              | Джанкарло Бігацці                                     | Ріккардо Дель Турко                                     | I Moderni                                      |
| 2013 | Un'apertura d'ali                              | Джанкарло Бігацці                                     | Джанкарло Бігацці                                       | Ренато Дзеро                                   |
| 2014 | Inutilmente utile                              | Джанкарло Бігацці — Сіріо Мартеллі                    | Джанкарло Бігацці — Сіріо Мартеллі                      | Сіріо Мартеллі                                 |

## Нагороди
- «Золота хлопавка»
  - 1991 — «Найкращий саундтрек» до фільму «Хлопці вийшли».[3]

## Джерело
- Джанкарло Бігацці на сайті discogs.com [Архівовано 9 січня 2016 у Wayback Machine.]